# Horst Köhler
Prof. Dr. Horst Köhler (født 22. februar 1943, død 1. februar 2025) var en tysk politiker og økonom.
Han var tidligere direktør for IMF, og var fra 1. juli 2004 Tysklands forbundspræsident. Den 23. maj 2009 genvalgte Forbundsforsamlingen Horst Köhler for en ny embedsperiode til 2014 med 613 af forsamlingens 1.224 medlemmer. Han vandt således første afstemning med absolut flertal i forhold til modkandidaten Gesine Schwan.

## Fratrædelse
31. maj 2010 trak Köhler sig tilbage med øjeblikkelig virkning, efter en kontroversiel bemærkning om landets anvendelse af militær magt. I et interview sagde han, at indsatsen i udlandet bl.a. er nødvendig for fortsat at sikre Tysklands økonomiske interesser. Dette blev af kritikere opfattet som om, at han gjorde krigen i Afghanistan til et spørgsmål om økonomi. Senere meddelte præsidentens talsmand, at bemærkningen var møntet på pirateriet ved bl.a. Afrikas Horn.
Både kansler Angela Merkel og udenrigsminister Guido Westerwelle forsøgte at tale Köhler fra sin beslutning, men uden held. Ved sin afgang følte han desuden, at kritikken imod ham manglede "den nødvendige respekt" for embedet.
Efter forfatningen overtager formanden for Forbundsrådet embedet midlertidigt i 30 dage, indtil Forbundsforsamlingen har udpeget en til at overtage posten. Formandsposten i Forbundsrådet var dengang Bremens borgmester Jens Böhrnsen.
Köhler var ikke den første forbundspræsident der fratrådte posten i utide. Men Heinrich Lübkes afgang i 1969 skete kun tre måneder for tidlig og under langt mindre dramatiske forhold.